# Clan Di Lauro
Le Clan Di Lauro était une faction mafieuse de la Camorra, basée à Naples en Italie. Ce clan opère dans les quartiers de Secondigliano, Scampia, Miano, Marianella, Piscinola (en) et dans les communes environnantes comme Casavatore, Arzano, Villaricca et Mugnano (toutes situées dans la province de Naples).
À son apogée, dans les années 90 à 2000, l’organisation gagnait plus de 500 000 euros par jour grâce au trafic de drogue, faisant du quartier Secondigliano le plus grand marché à ciel ouvert de la drogue en Europe. Le fondateur du clan se nomme Paolo Di Lauro.

## Histoire
L'institution antimafia italienne a enquêté pour la première fois sur l'organisation en 2002, ce qui a conduit à l'emprisonnement de ses responsables et membres influents dont le chef du clan Abbinante, Raffaele Abbinante.
Paolo Di Lauro réussit à s'échapper de la traque. Malgré l'acharnement des autorités pour en découdre avec le clan, il a renforcé son pouvoir en remplaçant les membres arrêtés par trois de ses fils (Cosimo, Ciro et Marco),.
Au fur et à mesure, ils ont noué des relations avec d'autres clans. Néanmoins, le clan s'est divisé, sur fond de vengeance entre certains anciens membres, en disgrâce, contre les alliés fidèles de Di Lauro. Cette dissidence entraîne la création d'une clan rival appelé Scissionisti di Secondigliano. Ainsi, une lutte sanglante, connue sous le nom de Faide de Scampia, s'est déchaînée entre le groupe dissident et le clan, en 2004,.
Les rapports des autorités italiennes, datant de 2021, mentionnent que malgré les arrestations et après plus d'une décennie d'affaiblissement, le Clan Di Lauro s'est renouvelé et s'est progressivement converti dans des activités entrepreneuriales. Il s'est ainsi désengagé un peu de l'extorsion et d'autres « crimes de rue ». Ces rapports stipulent également que les Di Lauro auraient maintenu leur autorité et leur influence économique suite à une purge interne mais surtout grâce à leurs nouvelles stratégies entrepreneuriales pour le blanchiment d'argent.
Dirigée par l'un des fils de Paolo Di Lauro, l'organisation, selon les autorités, investit principalement dans la contrebande internationale de tabac manufacturé à l'étranger et relance en même temps l'affaire de la contrefaçon dans toute l'Europe.

## Activités
Au début des années 2000, les enquêteurs italiens ont estimé les revenus du clan dans le trafic de drogue à près de 200 millions d'EUR par an. Durant le règne de Paolo Di Lauro, Secondigliano, le bastion du clan, devint le plus grand marché à ciel ouvert de stupéfiants en Europe.
Le clan Di Lauro a investi les revenus issus de ce trafic dans l'immobilier, achetant des dizaines d'appartements à Naples, des magasins en France et aux Pays-Bas, ainsi que des entreprises de fourrure, de la fausse fourrure et de la lingerie. Le clan y investit aussi dans la contrefaçon des vêtements.
Selon le repenti Antonio Accurso, le clan Di Lauro a des liens avec l'organisation mafieuse, Sacra Corona Unita pour le trafic de drogue.
Le clan Di Lauro aurait également une alliance avec le Contini Clan (en), particulièrement avec Ciro Contini (it), le neveu du baron Edoardo Contini (en). Selon le repenti Domenico Esposito, les deux clans auraient pactisé pour le trafic de drogue.
Le 12 juillet 2019, la police italienne confisque 300 millions d'EUR, 600 maisons, des terrains, 16 voitures et des comptes bancaires appartenant à l'homme d'affaires Antonio Passarelli (it) soupçonné d'être lié au Clan Di Lauro.
En octobre 2021, la police espagnole appréhende un responsable des activités de contrebande de tabac pour l'organisation en Espagne à Malaga. Elle fait savoir à l'opinion qu'il s'agit d'un citoyen espagnol sans décliner son identité,.

## Liste des responsables traqués
Une traque policière contre le clan a conduit à l'arrestation de plusieurs membres influents :

Cosimo Di Lauro en 2021

- Paolo Di Lauro, est devenu fugitif en 2002[14] et il est arrêté en 2005[15] ;
- Vincenzo Di Lauro (F2, le deuxième fils) entré dans la clandestinité en 2006 et arrêté en 2007[16], sorti en 2015 et arrêté à nouveau en 2023[17];
- Cosimo Di Lauro, connu sous le nom de « Don Designer », est arrêté en 2005 et condamné à la prison à vie avant d'être mort en détention en juin 2022[18],[19] ;
- Marco Di Lauro est arrêté à Naples, le 2 mars 2019, puis condamné à la prison à vie[20],[21],[22] ;
- Nunzio Di Lauro est arrêté le 2 mars 2019.
- Ciro Di Lauro a été arrêté pour la première fois en 2004[23]. En février 2022, il a été de nouveau arrêté pour de deux meurtres survenus en 2004[24].

Selon le journaliste Roberto Saviano, après l'arrestation de Marco, les nouveaux dirigeants de l'organisation étaient Vincenzo et Ciro Di Lauro. Mais,Vincenzo a été arrêté en mars 2007 et assigné à résidence depuis 2021.
Salvatore Di Lauro, connu sous le nom italien : Terremoto (Tremblement de terre), obtient une libération en septembre 2021 malgré ses antécédents de va-et-vient en prison.

## Codes de conduite
Durant son règne  à la tête du clan, Paolo Di Lauro a établi plusieurs règles pour ses affiliés. Il s'agit entre autres de :
- l'interdiction d'assassinat entre les membres pour des raisons économiques ;
- la négociation pour résoudre les différends économiques entre les membres ou les affiliés ;
- l'interdiction d'assassinat des membres des clans rivaux pour des conflits territoriaux, sans décision prise à l'unanimité de la chambre formée de tous les chefs du clan.

De plus, le clan est assez rigide sur les relations extraconjugales de ses membres et les partenaires de ses membres ou affiliés. Dans ce cas, le meurtre de ceux qui ont enfreint l’une de ces deux règles est prescrit comme sanction.

## Dans la culture populaire
La série télévisée Gomorra est inspirée du Clan Di Lauro notamment de leur guerre contre les Scissionisti di Secondigliano sous les commandes de Raffaele Amato.